# Ferme générale des postes
La Ferme générale des postes est un organisme de l'Ancien Régime, fondé en 1672 à Paris et chargé de la gestion et de l'administration de la poste, des messageries, relais et chevaucheurs du royaume de France et de ses dépendances.
Elle fut dissoute en juillet 1793 et remplacée par une régie nationale, ancêtre de la Poste française moderne.

## Histoire
Depuis 1639, l'office de « surintendant général des postes, relais de France et de chevaucheurs de l'écurie du roi » relève de Jérôme de Nouveau (1613-1665). Il semble que ce dernier abusa de sa position et accumula une fortune qui bientôt parue suspecte. Pourtant, en 1662, Nouveau produisit un rapport alarmant au roi, lui rendant compte des difficultés dans lesquelles les postes se trouvaient. Lorsque Louis XIV décide de réformer son royaume en ses administrations, il charge François Michel Le Tellier de Louvois de racheter la charge de Nouveau après sa mort, en 1668, puis d'affermer les missions de poste, de messagerie, de relais à cheval, etc., dans la lignée des Cinq grosses fermes, c'est-à-dire en la séparant de la ferme des aides. Louvois est nommé « grand maître, chef et surintendant général des courriers, postes et chevaux de louage de France ». Les différentes organisations postales de l'époque (messagers royaux, postes des universités...) avaient obtenu à différentes époques des droits de transport des courriers, le paysage postal français était donc représenté par une multitude d'exploitants non liés. Les propriétaires n'exerçaient pas eux-mêmes et travaillaient pour le compte des organisations dont ils dépendaient,.
À compter des 16 et 17 mars 1672, la Ferme générale des postes est confiée à des financiers. Ceux-ci rachètent les charges des maîtres des courriers avec bail de quatre, puis six ans renouvelables et deviennent les bénéficiaires des revenus, après un versement de 2,7 millions de livres tournois au roi Louis XIV.
Deux autorités se partagent la direction : le surintendant général des postes et le fermier général. Le premier négocie les baux, fixe les tarifs, veille au bon fonctionnement du service postal, le second s’occupe de la mise en œuvre réelle de l’exploitation. Le premier bail est accordé à Lazare Patin (1630-1682) pour la somme de 1 million versé au comptant et de 1,7 million payé en douze mensualités, auxquels s'ajoute 1 million versé aux maîtres des courriers en remboursement de leurs offices. En avril 1676, son bail est renouvelé pour six ans, moyennant le versement de 1,22 million,.
Louvois peut ainsi aisément suivre le respect des ordres donnés et fixer lui-même les tarifs postaux. Il conclut également des accords avec les postes étrangères ; ainsi, en 1669, Louvois signa un accord avec les Tour et Taxis, adjudicataires de la poste du Saint-Empire. En 1681, deux arrêts du Conseil du roi de France les 18 juin et 29 novembre, tentent de mettre un terme à la fraude aux droits du fermier en réaffirmant ses privilèges.
En 1683, Charles Pinchault devient le nouvel adjudicataire contre la somme de 1,8 million. Après 1691, à la mort de Louvois, Claude Le Peletier reprend la direction des postes, la charge étant  ensuite réduite à une simple commission. La ferme est alors administrée par un groupe de financiers liés par des liens familiaux, les Pajot-Rouillé : les deux beaux-frères, Léon Pajot et Louis Rouillé, installent en 1689 la « Poste aux Lettres » dans l'hôtel de Villeroy au 34, rue des Bourdonnais, quartier des Halles à Paris.
En 1719, par lettres patentes, les baux des messageries de l'Université sont réunis à la Ferme, unifiant ainsi l'ensemble des services. C'est à cette époque, Jean Coulombier, qui est l'adjudicataire de la ferme. Il dut rembourser à l'Université la somme de 125 528 livres. Par ailleurs, il versa au Roi la somme totale de 3,446 millions de livres en vertu du contrat de bail. Accurse Thiéry lui succède en 1730 et doit verser 3,946 millions ; on voit ici que la ferme rapporte de plus en plus à l'État.
À partir de 1738, le cardinal Fleury fait en sorte que les baux passent aux Grimod-Thiroux, qui comprend six membres. En 1739, Grégoire Carlier verse la somme de 4,521 millions au titre de l'adjudication.

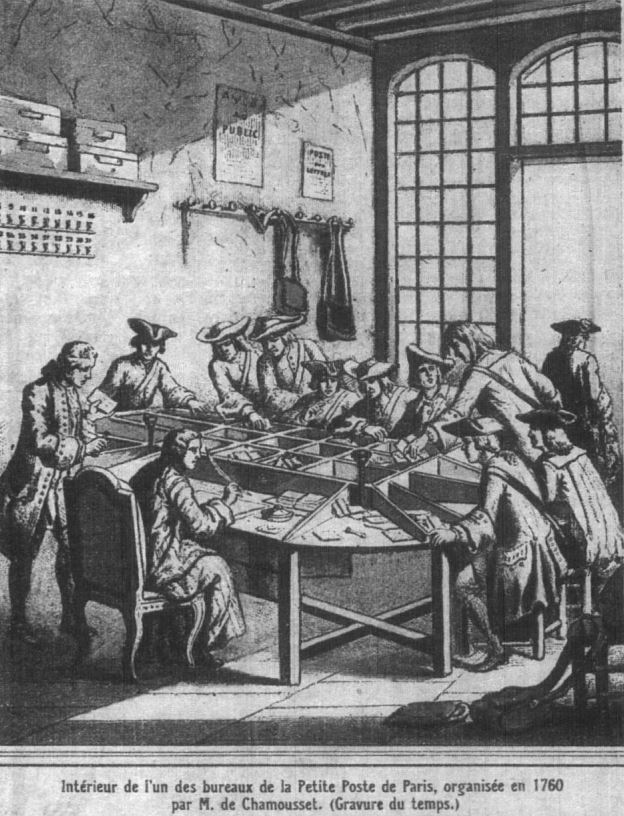
Bureau de la petite Poste, Paris, 1760.

En mars 1758, Claude-Humbert Piarron de Chamousset propose l'idée d'une « petite Poste » à Paris, à l'image de celle qui existait déjà à Londres, qu'il veut établir à ses frais ; le nouveau servive entra en fonction le 9 juin 1760 et Paris fut divisé en neuf bureaux qui employaient 117 facteurs. Par ailleurs, la Grande Poste (ou « grand hôtel des Postes ») est construite à partir de 1757 en l'hôtel d'Armenonville (détruit) et devient le siège de la ferme : ce bâtiment ne cessera d'être agrandi, et sera remplacé en 1880 par celui de l'actuelle poste centrale du Louvre. 
En 1765, le bail est renouvelé pour la somme de 7,113 millions. En 1770, un intendant général, Claude-Jean Rigoley, est placé à la tête et par son intermédiaire la royauté agit sur la compagnie à partir de 1777, sur une idée de Necker, qui fait de la ferme une régie, dans le but d'augmenter les revenus de l'État à 10 millions, s'octroyant la moitié des revenus généraux estimés au double sur neuf ans.
Le 22e fermier, Joseph-Bazile Poinsignon, signa le dernier bail en 1786 et resta en poste jusqu'à la Révolution. Au moment des états généraux, le bilan comptable laisse apparaître un revenu annuel de 10,3 millions.
La Ferme générale est dissoute les 23 et 24 juillet 1793 et transformée en Régie nationale confiée à dix administrateurs ; le 26 juillet, Joseph Lakanal fait adopter un décret à la Convention portant sur le télégraphe de Claude Chappe. Curieusement, le Directoire, en septembre 1797, revient à un système d'affermage pour la poste aux lettres, avant que Napoléon Bonaparte, premier consul, ne reprenne en main l'ensemble dans le cadre d'une administration d'État directe et la confie à un commissaire général, puis à une direction générale, effective en 1804.